# Pseudopterocheilus congruus
Pseudopterocheilus congruus är en stekelart som först beskrevs av Smith 1879.  Pseudopterocheilus congruus ingår i släktet Pseudopterocheilus och familjen Eumenidae. Inga underarter finns listade i Catalogue of Life.